# Delia Luna
Delia Luna (nacida como Adelina Luna Gómez) (Madrid, 20 de enero de 1933-Ib., 3 de febrero de 1996), fue una actriz y actriz de doblaje española, hija de la también actriz Pilar Gómez Ferrer y de Francisco Luna Baños.
Participó básicamente como actriz de reparto en una veintena de títulos, aunque su faceta como actriz de doblaje fue mucho más fecunda, apareciendo en más de un centenar de películas. Entre las voces que dobló, son especialmente recordadas la de Blanche Devereaux, en Las Chicas de Oro o la de Sue Ellen, en Dallas.
Se encuentra enterrada en el madrileño Cementerio de La Almudena.

## Filmografía completa (actriz)
- Llegada de noche (1949)
- Lola la Piconera (1951)
- Pluma al viento (1952)
- Bella, la salvaje (1953)
- Aeropuerto (1953)
- El pórtico de la gloria (1953)
- Jeromín (1953)
- Maldición gitana (1953)
- La ciudad de los sueños (1954)
- La Hermana Alegría (1954)
- La moza del cántaro (1954)
- Esa voz es una mina (1955)
- El Piyayo (1956)
- La chica del barrio (1956)
- Minutos antes (1956)
- El marido (1958)
- Amor bajo cero (1960)
- Café de Chinitas (1960)
- Un ángel tuvo la culpa (1960)
- Rocío de La Mancha (1963)
- Marisol rumbo a Río (1963)
- Tiempo de amor (1964)
- La guerra de los niños (1980)